# (4349) Tibúrcio
(4349) Tibúrcio ist ein Asteroid (Planetoid), der in der bisher geringsten Winkeldistanz zur Sonne entdeckt wurde (53,5 Grad). Er kann in günstigen Oppositionen 13. Größe erreichen und hat etwa 26 km Durchmesser.